# 32569 Deming
32569 Deming este un asteroid din centura principală de asteroizi.

## Descriere
32569 Deming este un asteroid din centura principală de asteroizi. A fost descoperit pe 20 august 2001 la Terre Haute de Chris Wolfe. El prezintă o orbită caracterizată de o semiaxă mare de 2,86 ua, o excentricitate de 0,13 și o înclinație de 15,0° în raport cu ecliptica.